# 山方淡水魚館
山方淡水魚館（やまがたたんすいぎょかん）は、茨城県常陸大宮市山方にあった日本最小規模の水族館。久慈川沿いの清流公園近くに位置する。指定管理者は公益財団法人常陸大宮市振興財団。2023年（令和5年）3月で閉館。

## 概要
1986年に旧山方町（現在の常陸大宮市山方）が町おこしを目的に「山方自然生態観察施設」としてオープンした。
1991年に岡山県から特別天然記念物であるオオサンショウウオ3匹を導入して展示。3匹のオオサンショウウオは公募により「里ちゃん」「山ちゃん」「大好きくん」と命名された。3匹のオオサンショウウオは体長1メートルを超えるまで成長していたが、里ちゃんは2021年に亡くなった。
1991年に増築されるまで、日本最小の水族館だった。
館内にはタッチ槽が設置されており、魚などに触れることができる。
台風被害やコロナ禍の影響など来館者の減少により、2023年3月で閉館することになった。国産オオサンショウウオは栃木県日光市の日本両棲類研究所で飼育されることになり、「山ちゃん」は同年3月28日に移され、「大好きくん」は同年4月上旬に移される。他の水生生物も同年4月中に茨城県内の施設に移されることになった。

## 展示
- オオサンショウウオ
- マタナゴ
- ヒメダカ
- イモリ
- タイリクバラタナゴ
- オヤニラミ
- カジカ
- アブラハヤ
- イトウ
- ブラックバス
- アオウオ
- コイ
- ソウギョ
- イワナ
- ヤマメ
- オイカワ
- カメ
- ヘラブナ
- ウグイ
- アユ（夏季のみ）など[5]

## 設備
- 大型水槽（ミニ渓流）2.5m3 … 5槽
- 中型水槽 … 3槽
- 小型水槽 … 3槽
- 置水槽（大） … 1槽
- 置水槽（中） … 12槽
- 置水槽（小） … 12槽
- タッチ槽 … 1槽
- 池
  - 21t級 … 1
  - 54t級 … 1[6]

## 利用
開館時間
- 3月1日から11月30日までの期間は、午前9時から午後5時まで
- 12月1日から2月末日までの期間は、午前9時から午後4時まで

休館日
- 月曜日

入館料
- 個人：一般…150円｜小人…70円｜幼児…無料
- 団体：一般…120円｜小人…60円｜幼児…無料
- 但し、教育又は研究に利用する場合などで事前申請を行えば、利用料金の減免が行われる場合がある。

## アクセス
- 水郡線山方宿駅から徒歩5分